# 伊塞亞·萊德
小伊塞亞·萊德（英語：Isaiah Rider Jr，1971年3月12日—），美国NBA联盟职业篮球运动员。他在1993年的NBA选秀中第1轮第5顺位被明尼蘇達木狼选中。
萊德曾是加利福尼亞州極受好評的球員之一。

## 職業生涯

### 明尼蘇達灰狼 (1993–1996)
萊德的NBA生涯一開始頗為順利，在1993－1994年賽季獲選為NBA最佳新秀陣容第一隊。1994年場均超過了20分，也贏得了NBA灌籃大賽冠軍。
雖然在明尼蘇達木狼的三年裡場均能得到19分，但他被發現不服從明尼蘇達木狼的管理層，並曾攻擊了一家體育酒吧的女經理，最終他被判犯有五級攻擊罪。

### 波特蘭拓荒者 (1996–1999)
1996年，明尼蘇達木狼將萊德交易到波特蘭拓荒者。而就在交易前，萊德還因持有大麻被捕。

### 亞特蘭大老鷹 (1999–2000)
1998-99賽季結束後，萊德被交易到亞特蘭大老鷹，史蒂夫·史密斯被交易到拓荒者。

### 洛杉磯湖人 (2000–2001)
萊德在2000-01賽季為湖人出戰了67場比賽，場均得分7.6分領先湖人替補。2001年3月，他因未能遵守NBA的禁毒政策而被停賽五場比賽。

### 丹佛金塊 (2001)
在2001-02賽季之前，丹佛金塊簽下了萊德，以幫助他們的進攻，但萊德在金塊的任期僅限於10場比賽，直到2001年11月20日他被裁掉。